# 無契約アーティスト
無契約アーティスト（むけいやくアーティスト）は、レーベルへ所属しない歌手、ソングライター、ミュージシャン、またはバンドに用いられる呼称である。多くの無契約アーティストたちは、レーベルの金銭的なサポートを得ることなく、自らの音楽やマーチャンダイズを売っている。それは時に、デモ音源によってレコード契約を探しながらである。無契約アーティストと野心のあるアーティストの違いは、野心のあるアーティストは多くの場合、彼らの音楽を商業的に販売しないことにある。
近年、インターネットがインディーズ・アーティストたちの作品のプロモートの力となっている。アーティストたちは、自分たちの曲をMySpaceやINDIE MUSIC CENTRAL、iLikeやyourdubに投稿し、時にKooba RadioやTom Robinson、Indie Launchpad、Low Slung等といったポッドキャスト上で演奏する。
最近、ナイン・インチ・ネイルズやレディオヘッドのような、以前メジャー・レーベルと契約していたアーティストたちが、自作の独力でのリリースを開始した。

## 有名な無契約アーティスト
- クラップ・ユア・ハンズ・セイ・ヤー、インディー・ロック・バンド（ウィチタ・レコーディングスから作品をリリースしているものの、レーベルとの契約はしていない）。
- Cymbals Eat Guitars、インディー・ロック・バンド
- フェイスレス、影響力を持つイギリスのトリップ・ホップ・アンサンブル
- fun.、インディー・ロック・バンド。現在Nettwerk Recordsから作品をリリースしているものの、レーベルとの契約はしていない。
- Adil Omar、ヒップ・ホップ・アーティスト。ネット上では有名であり、サイプレス・ヒルやPenn Jilletteらの多くの曲に参加しているが、今のところは無契約であり続けている。
- クーパ、Mesh-29、無契約アーティストとして全英シングルチャートでヒットを持つバンドはこの2つだけ。
- Metric、インディー・ロック・バンド現在Last Gang Recordsから作品をリリースしているものの、レーベルとの契約はしていない。
- ナイン・インチ・ネイルズ、以前はインタースコープ・レコードに所属。
- レディオヘッド、以前はパーロフォンに所属。現在TBD Recordsから作品をリリースしているものの、レーベルとの契約はしていない。
- スマッシング・パンプキンズ、以前はリプリーズ・レコードに所属。
- We Are The Ocean、ロンドンのポスト・ハードコア・バンド。
- マリリン・マンソン、以前はインタースコープ・レコード及びナッシング・レコードに所属。